# ビルホロド・ドニストロフスキー要塞
ビルホロド・ドニストロフスキー要塞またはアッカーマン要塞（ココットとしても知られる）は、13 - 14 世紀の歴史的および建築的な記念碑。ウクライナ南西部のオデッサ州のビルホロド・ドニストロフスキー市に位置している。

## 歴史

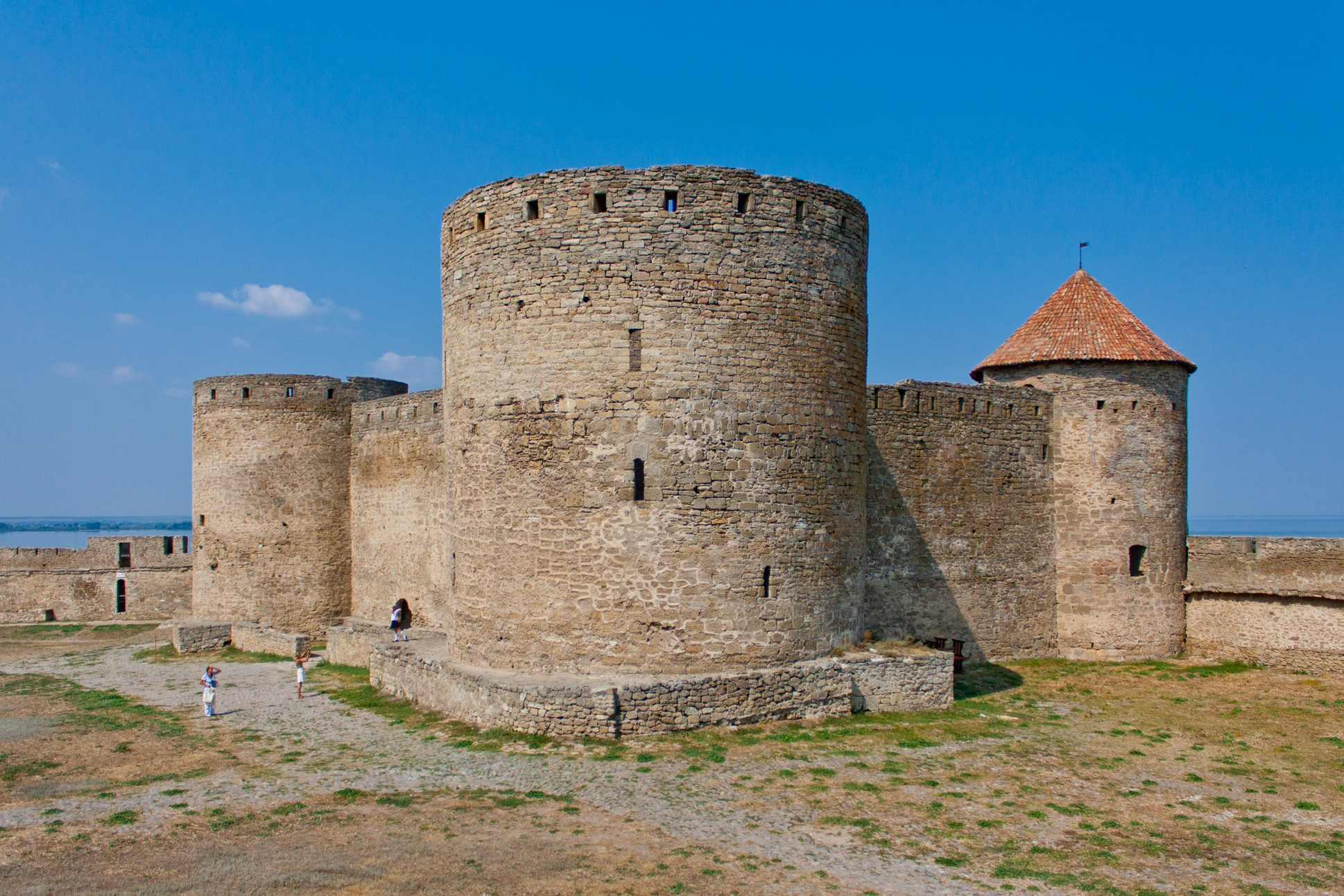
根城

要塞は元々13 世紀にジェノヴァ共和国によって建設された。14 世紀にはモルダヴィア公国の一部となった。15世紀にオスマン帝国に征服され、328年間オスマン帝国の一部であり続けた。20世紀に一時的にルーマニアの一部となったが、第二次世界大戦後にソビエト連邦に併合された。1991年までソビエト連邦の一部であり、その後新たに独立したウクライナの一部となった。

## 保存
2009年、ビルホロド・ドニストロフスキー要塞はウクライナの不動のランドマークの国家登録簿に登録された。2019 年にユネスコの世界遺産暫定リストに追加された。